# Црква Сабора Светог архангела Гаврила у Вртиглаву
Црква Сабора Светог архангела Гаврила у Вртиглави, насељеном месту на територији општине Мионице, припада Епархији ваљевској Српске православне цркве.
Црква је подигнута у периоду од 2007. до 2013. године, на месту старијег храма из 1924. године, који је страдао у земљотресу из 1998. године. У данашњој цркви се налази звоно из првобитне цркве брвнаре, саграђене 1806. године, које је поклонио вожд Карађорђе.